# Preghiera di Gesù

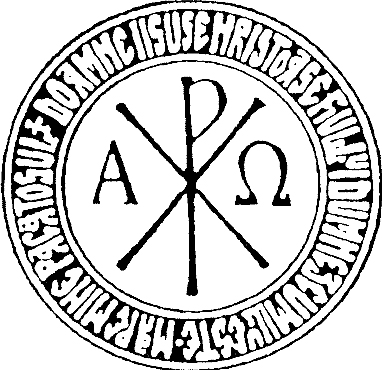
Cristogramma in Rumeno che recita: Doamne Iisuse Hristoase, Fiul lui Dumnezeu, miluieşte-mă pe mine păcătosul, ovvero "Signore Gesù Cristo, Figlio di Dio, abbi pietà di me, peccatore"

La Preghiera di Gesù è una breve preghiera stimata e sostenuta all'interno della chiesa ortodossa, dove si ripete la seguente invocazione:

## Dottrina
La "Preghiera di Gesù" diviene inseparabile dalla dottrina di una vita spirituale che i cristiani di origine bizantina o di origine slava considerano il cuore dell'ortodossia: l'esicasmo. Nel caso in cui si volesse cogliere il vero significato e la vera portata di tale invocazione a Gesù nella religione ortodossa, risulta indispensabile lo studio di tale dottrina.
La preghiera è stata ampiamente insegnata e discussa in tutta la storia delle Chiese orientali. Si è spesso ripetuta continuamente come una parte della pratica ascetica personale; il suo uso è parte integrante della tradizione eremitica di preghiera conosciuta come esicasmo (greco antico: ἡσυχάζω, hesychazo, "per mantenere la quiete"). La preghiera è particolarmente stimata dai padri spirituali di questa tradizione (vedi filocalia) come metodo di apertura del cuore (kardia) e determinando la Preghiera del Cuore (Καρδιακή Προσευχή).
La preghiera del Cuore è considerata la preghiera incessante che l'apostolo San Paolo raccomanda nel Nuovo Testamento. Teofane il Recluso considerava la Preghiera di Gesù più forte di tutte le altre preghiere, in virtù del potere del Santissimo Nome di Gesù.

## Tradizione
Anche se la sua tradizione, per motivi storici, appartiene anche ai cattolici orientali, e vi sono stati un certo numero di testi cattolici romani sulla preghiera di Gesù, la sua pratica non ha mai raggiunto la stessa popolarità nella Chiesa occidentale come nella Chiesa ortodossa orientale, anche se viene usata nel Rosario anglicano. Inoltre, la teologia ortodossa orientale della Preghiera di Gesù enunciata nel XIV secolo da San Gregorio Palamas non è mai stata pienamente accettata dalla Chiesa cattolica romana.
Il famoso libro Racconti di un pellegrino russo è proprio incentrato su questa preghiera. San Nicola Pellegrino, un ragazzo di origine greca, ha testimoniato il valore di questa preghiera in occidente, ripetendo continuamente ad alta voce "Kyrie Eleison".